# Emmy Internacional 1995
A 23.ª cerimônia de entrega dos International Emmys (ou Emmy Internacional 1995) aconteceu em 20 de novembro de 1995 no Hotel New York Hilton Midtown em Nova York, Estados Unidos, tendo como apresentador o ator britânico Peter Ustinov. A cerimônia de premiação foi transmitida internacionalmente pelas redes  NBC Super Channel e NBC Ásia.

## Cerimônia
Os indicados para a 23ª edição dos Emmys internacionais foram anunciados em 1 de novembro de 1995, pelo Academia Internacional das Artes e Ciências Televisivas. Os prêmios homenageiam programas produzidos e exibidos inicialmente fora dos Estados Unidos, além de produções independentes. A cerimônia de premiação aconteceu em 20 de novembro de 1995 na cidade de Nova Iorque.

## Vencedores
| Melhor Série de Drama | Melhor Programa de Artes Populares |
| --- | --- |
| - The Politician's Wife - () (Channel 4) - Cold Comfort Farm - () (BBC) - Smile Through Your Tears: The Tale of Seijiro Shimada - () (NHK)               | - Don’t Forget Your Toothbrush - () (Channel 4) - Frontline: The Siege - () (ABC) - This Hour Has 22 Minutes - () (CBC Television)                                         |
| Melhor Documentário de Artes | Melhor Documentário |
| - Kenzaburo Oe’s Long Road to Fatherhood - () (NHK) - Bookmark: Sex, Lies and Jerzy Kosinski - () (BBC) - A Short Film About Loving - () (Channel 4/WDR) | - Anne Frank Remembered - () (BBC) - Contre L'Oubli - () (France 2) - The Dead (Twenty-Five Bloody Years) - () (BBC) - Igor – Child of Chernobyl - () (Carlton Television) |
| Melhor Performance Artística | Melhor Programa infanto-juvenil |
| - The Planets - () (Rhombus Media) - Carmen - () (Sveriges Television) - Toreador Ohe Bullfighter - () (TVE)                                             | - Wise Up - () (Channel 4) - Confissões de Adolescente - () (TV Cultura) - Little Lord Fauntleroy - () (BBC)                                                               |

## Múltiplas vitórias
Por país
| N.º de vitórias | País        |
| --------------- | ----------- |
| 4               | Reino Unido |